# Verona van de Leur

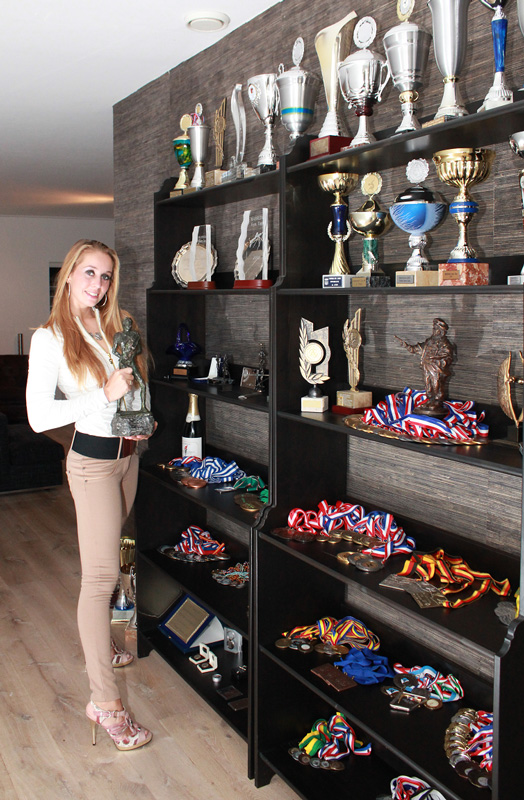
Verona van de Leur, 2012, vor ihrem Regal mit den errungenen Siegerehrungen, in ihren Händen den „Jaap-Eden-Pokal“ (Jaap Eden-trofee) für ihre Auszeichnung zur Sportvrouw van het jaar aus dem Jahre 2002

Verona van de Leur (* 27. Dezember 1985 in Gouda) ist eine ehemalige niederländische Kunstturnerin und spätere Pornodarstellerin.
Als aktive Profisportlerin bevorzugte sie die Disziplin des Bodenturnens; sie ist in jüngster Zeit eine passionierte Pole-Dancerin und hatte verschiedene öffentliche Auftritte. Sie wurde im Jahre 2002 zur „Sportfrau des Jahres“ (Sportvrouw van het jaar) gewählt und mit ihrem gesamten Turnerinnen-Team, Nederlandse Turnploeg, wurde sie im selben Jahr wiederum mit der Auszeichnung des „Sportteam des Jahres“ (Sportploeg van het jaar) geehrt.

## Leben und Wirken

### Ihre Entwicklung im sportlichen Bereich
Verona van de Leur ist die Tochter von Henk van de Leur, einem Mitarbeiter bei der Royal BAM Group, und Sonja van de Leur. Verona hat eine jüngere Schwester, Denise van de Leur.
Sie wuchs in Waddinxveen auf und besuchte mit fünf Jahren den 1921 gegründeten Turnverein „T.O.O.S. (Ter Ontwikkeling Onzer Spieren, deutsch: „Für Entwicklung unserer Muskeln“) Waddinxveen“, wo sie ihre ersten turnerischen Erfahrungen sammelte. Ihr damaliger Trainer war Teus van Vliet, der ihr sportliches Talent zunächst kritisch betrachtete.
Ab ihrem neunten Lebensjahr turnte sie als Top-Sportlerin bei „Pro Patria“ in Zoetermeer. Während ihrer insgesamt 18-jährigen sportlichen Aktivität und dabei mehr als zehnjährigen intensiven Trainingszeit mit bis zu 33 Stunden Ausbildung pro Woche waren persönliche Einschränkungen die Regel. Von 1990 bis 1998 besuchte sie die Savornin Lohmanschool in Waddinxveen, wechselte sodann von 1991 bis 1999 an die Prins Willem Alexanderschool, ebenfalls in Waddinxveen, um dann in Rotterdam am Thorbecke Lyceum Vwo/Havo von 2000 bis 2003 zu lernen. Laut ihres damaligen Studienkoordinators Rik van de Donk war die Schülerin van de Leur in Rotterdam eine Musterschülerin. Ihre letzten Schuljahre verbrachte sie in Nijmegen zwischen 2003 und 2004 am Stedelijk Scholengemeenschap.
Den ersten größeren internationalen Wettkampf bestritt sie im Jahre 1998 bei den Turn-Europameisterschaften der Frauen vom 30. April bis zum 3. Mai 1998 in Sankt Petersburg.
Im Jahre 2000 trat sie auf nationaler Ebene erstmals mit ihren sportlichen Leistungen in Erscheinung, als sie bei der niederländischen Meisterschaft für Junioren den Mehrkampf und drei Gerätefinales gewann. Ein Jahr später wurde sie zum ersten Mal Nationalmeister bei den Senioren. Sie stand daher schon früh, mit Anfang zwanzig, im öffentlichen Interesse von Sportjournalismus und -berichterstattung. Mit dem niederländischen Team erreichte sie bei den Turn-Weltmeisterschaften 2001 in Gent in der Teamwertung den fünften Platz. Hiermit wurden sie und ihre Mitstreiterinnen auch „Sportteam des Jahres 2001“. Die Turn-Weltmeisterschaften werden regelmäßig durch die Fédération Internationale de Gymnastique, den Internationalen Turnerbund mit Sitz in Lausanne, veranstaltet.
Sie hatte von 2002 bis 2008 Sponsoringverträge mit der niederländischen Versicherungsgesellschaft Univé Verzekeringen.
Bei den Turn-Europameisterschaften 2002 in Patras vom 18. bis zum 21. April siegte van de Leur mit insgesamt fünf Medaillen. Das niederländische Team gewann Silber und van de Leur wurde Zweite im Mehrkampf hinter Swetlana Chorkina. Auch gewann sie bei der Disziplin Sprung eine Silbermedaille und auf dem Schwebebalken und beim Bodenturnen jeweils eine Bronzemedaille. In der letzten Disziplin verfehlte sie die Goldmedaille um einen Zehntelpunkt.
Bei den Turn-Weltmeisterschaften 2002 in Debrecen gewann sie nach der Spanierin Elena Gómez Servera, die den 1. Platz belegte, Silber in der Bodendisziplin. Beim 11. World Cup Final in Stuttgart vom 30. November bis 1. Dezember 2002, siegte sie bei dieser Disziplin mit dem 1. Platz. Bei den Niederländische Meisterschaften 2002 im Turnen in Heerenveen in der „De Telle“ Sports Hal vom 15. bis 16. Juni 2002 steigerte sich van de Leur, die Vize-Europameisterin des Mehrkampfes von Patras, noch. Sie war nicht nur die beste Turnerin am Sprungtisch Pegasus, sondern auch die beste am Stufenbarren und am Boden; ihre Bewertungen lagen immer über 9,0 Punkten.
Im Jahre 2003 zog sie sich beim Frühjahrs-Turn-Weltcup in Thessaloniki am 28. März eine Sportverletzung im Bereich beider Knöchel zu, die operativ versorgt werden mussten. Van de Leur gewann dort zuvor beim Bodenturnen eine Bronzemedaille und beim Sprung wurde sie die fünftbestplatzierte Athletin.
Bei den Turn-Weltmeisterschaften 2003 in Anaheim wurden van de Leur und Renske Endel als Ersatzturnerinnen aufgestellt und das niederländische Team rang sich nicht zu den besten Zwölf durch. Dadurch verpassten die Turnerinnen die Qualifikation zu den Olympischen Spielen in Athen für das Jahr 2004.
Danach kam es zum Bruch zwischen van de Leur und ihrem Trainer Frank Louter von „Pro Patria“: Der Vorwurf des emotionalen Missbrauchs und körperliche Züchtigungen standen im Raum – Vorwürfe, die von anderen niederländischen Sportlerinnen ebenfalls ausgesprochen wurden, so von Gabriëlla Wammes und Suzanne Harmes und auch einen weiteren Trainer Gerrit Beltman betrafen.
Am Mittwoch, den 3. September 2003, gab van de Leur einen Vereinswechsel bekannt. Anstelle ihres bisherigen Trainers Frank Louter aus der Turnvereinigung Zoetermeer „Pro Patria“ war sie in das Turnzentrum „De Hazenkamp“ in Nijmegen gewechselt. Im Club des Trainers Boris Orlov und der Choreografin Esther Heijnen arbeitete sie an sich weiter. Im Jahre 2007 wurde van de Leur zum vierten Mal niederländische Meisterin im Mehrkampf. Bei der Nationalmeisterschaft in Nijmegen gewann sie Gold auf dem Schwebebalken und bei der Bodendisziplin; auf dem Stufenbarren gewann sie Bronze.
Sie nahm an den Turn-Europameisterschaften 2008 für die Frauen vom 3. bis zum 6. April in Clermont-Ferrand teil, in welchen die Niederlande im Rang der Nationen auf den 10. Platz kam und die einzelnen Turnerinnen nicht unter die ersten acht Ränge kamen.

### Nach dem Leistungssport
Am 19. Juni 2008, im Alter von 22 Jahren, erklärte van de Leur ihren Rücktritt vom Leistungssport, eine Entscheidung, die sie mit einer persönlichen psychischen Krise begründete. So sollen Konflikte mit dem niederländischen Turnverband Koninklijke Nederlandse Gymnastiek Unie (KNGU) und eine familiäre Konfliktsituation zu Hause sowie eine sich einstellende, mangelnde Motivation bei ihrem Entschluss, sich aus dem aktiven Sportgeschehen zurückzuziehen, eine wichtige Rolle gespielt haben. Auch das Verhältnis ihrer Familie zu ihrem späteren Lebensgefährten Robbie Rader war offenbar mit Konflikten beladen. Etwa zur gleichen Zeit musste gerichtlich geklärt werden, inwieweit sich ihr Vater an ihren Einnahmen aus den sportlichen Aktivitäten über einen längeren Zeitraum hinweg bereichert hatte; ihr wurden ihre Einnahmen aus Preisgeldern und Sponsoringverträgen de jure zugesprochen.
Anfang Mai 2011 beschuldigte man van de Leur der Erpressung. Van de Leur soll eine ehebrechende Ehefrau, die sich mit ihrem Partner auf einem Parkplatz traf, beobachtet und fotografiert und später dann die Ehefrau mit den Fotografien konfrontiert haben. Man beschuldigte sie, das Ehepaar mit den Fotografien erpresst zu haben; sie wurde hierfür verurteilt. Sie verbüßte ihre Haftstrafe im Jahre 2010 mit 72 Tagen in der Untersuchungshaft.
Ende Oktober 2011 gab sie bekannt, von da an als Webcam-Model zu arbeiten.
Seit dem 1. November war sie vorübergehend regelmäßig als Webcam-Model im Chat auf „IsLive.nl“ tätig.
Sie besitzt eine eigene Webplattform mit Filmproduktionen und tritt als Pornodarstellerin in Pornofilmen bzw. Kurzfilmen mit pornografischem Inhalt ausschließlich mit ihrem Lebensgefährten, aber verschiedenen Partnerinnen auf. Sie fördert den Motocross-Sport von Jugendlichen mit ihrem „Verona Works Racing Team“; seit Januar 2013 hat sie ein eigenes Motorrad- und Quadteam, bestehend aus etwa vierzehn Jungen und Mädchen. Sie fahren bei den „Nederlands Kampioenschap jeugd motorcross“ mit.
So arbeiten sie und ihr Lebensgefährte regelmäßig mit international bekannten Fotomodellen bzw. Nackt- und Erotikmodellen, wie Vendula Bednářová (* 1983), Dominika Chybová (* 1985), Veronika Fasterová (* 1987), Kamila Hermanová (* 1989) u. a. m. bei den diversen Fotosessions zusammen. Ihr Lebensgefährte und Filmpartner ist der niederländische Fotograf Robbie Rader (* 1969).

## Rezeption
Eine filmische Interpretation ihres bisherigen, wechselvollen Lebens wurde von der holländischen Künstlerin und Filmemacherin Bea de Visser in einer Produktion mit René Goossens und Annemiek van Gorpd als Film mit dem Titel Turn auf dem „Dutch Film Festival“ in Utrecht gezeigt.

## Sportliche Erfolge (Medaillenspiegel)
| Wettkämpfe                                  | Gesamt (Platzierung) | Gesamt (Platzierung) | Gerätturnen (Platzierung) | Gerätturnen (Platzierung) | Gerätturnen (Platzierung) | Gerätturnen (Platzierung) |
|                                             | Gesamt               | Team                 | Springen                  | Stufenbarren              | Schwebebalken             | Bodenturnen               |
| ------------------------------------------- | -------------------- | -------------------- | ------------------------- | ------------------------- | ------------------------- | ------------------------- |
| Zoetermeer Toekomst Tournament 1995         | 6                    |                      |                           |                           |                           |                           |
| Dutch national championship 1995            | 3                    |                      |                           |                           |                           |                           |
| Dutch national championship 1996            | 8                    |                      | 5                         | 5                         |                           |                           |
| EcoAir (international tournament, NL) 1997  | 4                    |                      | 1                         |                           |                           |                           |
| Dutch national championship 1997            | 3                    |                      | 4                         | 2                         | 4                         | 2                         |
| France – Netherlands 1998                   | 8                    | 1                    |                           |                           |                           |                           |
| Dutch national championship 1998            | 5                    |                      | 4                         | 5                         | 6                         |                           |
| Berolina Cup 1998                           | 7                    | 2                    |                           |                           |                           |                           |
| Leverkusen Cup 1998                         | 2                    |                      |                           |                           |                           |                           |
| EcoAir (international tournament, NL) 1998  | 1                    |                      |                           |                           |                           |                           |
| Clubteam Nationals 1998                     |                      | 1                    |                           |                           |                           |                           |
| Budapest Cup 1998                           | 1                    | 1                    |                           |                           |                           |                           |
| Sidijk Tournament 1999                      | 2                    |                      |                           |                           |                           |                           |
| Lugano Cup 1999                             | 1                    | 1                    |                           |                           |                           |                           |
| Como Cup 1999                               | 2                    | 1                    |                           |                           |                           |                           |
| Dutch national championship 1999            | 2                    |                      | 1                         | 1                         | 2                         | 3                         |
| European Youth Olympic Days 1999            | 3                    | 3                    |                           | 5                         |                           | 3                         |
| Berolina Cup 1999                           | 3                    | 1                    |                           |                           |                           |                           |
| Clubteams Nationals 1999                    |                      | 1                    |                           |                           |                           |                           |
| HGT (international tournament, NL) 1999     | 3                    |                      |                           |                           |                           |                           |
| Honeywell Cup 1999                          | 1                    | 1                    | 6                         | 1                         | 1                         | 1                         |
| Youth Europeans 2000                        | 11                   | 3                    |                           | 3                         | 4                         |                           |
| Dutch National Championship 2000            | 1                    |                      | 1                         | 1                         | 1                         | 3                         |
| Beronila Cup 2000                           | 4                    | 1                    |                           |                           |                           |                           |
| HGT (international tournament, NL) 2000     | 1                    |                      | 1                         | 1                         |                           | 2                         |
| Clubteams Nationals 2000                    |                      | 1                    |                           |                           |                           |                           |
| Massilia Cup 2000                           |                      |                      | 6                         | 1                         |                           | 5                         |
| Parijs Bercy 2001                           |                      |                      | 6                         | 1                         |                           | 4                         |
| Cottbus 2001                                |                      |                      | 4                         | 6                         |                           |                           |
| Cottbus Winners Final 2001                  |                      |                      |                           |                           |                           | 1                         |
| Ploiesti 2001                               | 6                    |                      | 2                         | 1                         |                           | 3                         |
| Dutch National Championship semi final 2001 | 1                    |                      | 1                         | 1                         | 1                         | 2                         |
| Dutch National Championship 2001            | 1                    |                      | 3                         | 1                         | 1                         | 1                         |
| World Championship 2001                     | 9                    | 5                    | 6                         | 8                         |                           |                           |
| Massilia Cup 2001                           | 5                    | 3                    | 4                         | 1                         |                           | 3                         |
| HGT (international tournament,NL) 2001      | 1                    |                      | 2                         | 1                         | 1                         | 1                         |
| Clubteam Nationals 2001                     |                      | 1                    |                           |                           |                           |                           |
| Glasgow 2001                                |                      |                      | 2                         | 2                         | 2                         | 1                         |
| USA Visa Cup 2002                           | 3                    |                      | 3                         | 6                         | 2                         | 2                         |
| Cottbus 2002                                |                      |                      |                           |                           | 3                         |                           |
| Cottbus – Winners Final 2002                |                      |                      | 2                         |                           |                           |                           |
| European Championship 2002                  | 2                    | 2                    | 2                         |                           | 3                         | 3                         |
| Dutch National Championship semi final 2002 | 1                    |                      | 1                         | 2                         | 3                         | 1                         |
| Li Ning Cup 2002                            |                      |                      | 2                         | 1                         | 3                         | 2                         |
| Dutch National Championship 2002            | 1                    |                      | 1                         | 2                         | 1                         | 1                         |
| HGT (international tournament, NL) 2002     | 1                    |                      | 1                         | 1                         |                           |                           |
| Massilia Cup 2002                           | 4                    | 3                    |                           | 1                         |                           | 2                         |
| World Championship 2002                     |                      |                      | 7                         |                           |                           | 2                         |
| DTB World Cup Final 2002                    |                      |                      | 3                         | 3                         | 7                         | 1                         |
| World Championship 2003                     |                      |                      |                           |                           |                           |                           |
| World Championship final 2004               |                      |                      |                           |                           |                           | 7                         |
| Dutch National Championship 2005            | 3                    |                      |                           |                           |                           |                           |
| European Championship 2007                  | 9                    |                      |                           |                           |                           |                           |
| Dutch National Championship 2007            | 1                    |                      |                           | 3                         | 1                         | 1                         |
| European Championship 2008                  |                      | 8                    | 9                         |                           |                           |                           |

## Filmografie (Auswahl)
- „Verona van de Leur – Lekker tussendoortje.“ Vol. 1–24"
- „Verona van de Leur – Een helpende hand“
- „Verona van de Leur – Verona’s Paaldans Avontuur“
- „Black and Blue Catsuit“
- „De geile borsten van Verona van de Leur“ IsLive
- „Peeking at the beach“
- „Een Warme Dag“
- „A Hot Day With Verona“